# Fabio Cerutti
Fabio Cerutti (ur. 26 września 1985 w Turynie) – włoski lekkoatleta, sprinter. Zdobywca srebrnego medalu halowych mistrzostw Europy oraz medali igrzysk śródziemnomorskich, dwukrotny uczestnik igrzysk olimpijskich (Pekin, Londyn).

## Przebieg kariery
W latach 2002-2006 brał udział głównie w zawodach lekkoatletycznych rozgrywanych na terytorium Włoch. W 2007 roku wystąpił na halowych mistrzostwach Europy, na których udało mu się zająć 6. miejsce w finale biegu na 60 m. Rok później zaś był uczestnikiem halowego światowego czempionatu w Walencji, na którym odpadł w półfinale tej samej konkurencji.
W czasie igrzysk olimpijskich w Pekinie startował w zawodach w konkurencji biegu na 100 m i biegu sztafet 4 × 100 m. W obu występach odpadał w eliminacjach, konkurs biegu na 100 m ukończył na 5. miejscu w grupie z czasem 10,49 a włoska sztafeta 4 × 100 m z udziałem Ceruttiego została na tym etapie zmagań zdyskwalifikowana.
W 2009 roku zdobył tytuł halowego wicemistrza Europy w konkurencji biegu na 60 m. Brał udział w rozgrywanych w Pescarze igrzyskach śródziemnomorskich, na których wywalczył dwa medale, w tym złoty medal w sztafecie 4 × 100 m. W ramach światowego czempionatu w Berlinie wystąpił w zawodach w konkurencji biegu na 100 m (odpadł w ćwierćfinale) oraz sztafety 4 × 100 m (włoska ekipa awansowała do finału, który ukończyła na 6. miejscu). W 2011 roku na mistrzostwach świata powtórnie awansował do finału sztafety 4 × 100 m, razem z kolegami z kadry ukończył go ostatecznie na 5. miejscu.
Na rozgrywanych w Londynie igrzyskach olimpijskich znalazł się w składzie włoskiej sztafety 4 × 100 m, która odpadła w eliminacjach, zajmując w tej fazie zmagań 7. miejsce z rezultatem czasowym 38,58.
W dalszych latach swej kariery nie osiągnął większych sukcesów w zawodach międzynarodowych, najlepszy rezultat zanotował w czasie europejskego czempionatu w Zurychu, w trakcie którego zajął 5. miejsce w półfinale biegu na 100 m oraz wszedł do finału biegu sztafet 4 × 100 m (włoski zespół z udziałem Ceruttiego nie ukończył finałowego biegu). Po raz ostatni w zawodach lekkoatletycznych wystąpił w maju 2018 roku w czasie regionalnych mistrzostw w Rovereto.

## Osiągnięcia
| Rok     | Zawody                                   | Miasto     | Miejsce | Konkurencja        | Wynik |
| ------- | ---------------------------------------- | ---------- | ------- | ------------------ | ----- |
| 2007    | Halowe mistrzostwa Europy                | Birmingham | 6.      | bieg na 60 m       | 6,65  |
| 2007    | Młodzieżowe mistrzostwa Europy           | Debreczyn  | 4.      | bieg na 100 m      | 10,40 |
| 2008    | Halowe mistrzostwa świata                | Walencja   | 6. SF   | bieg na 60 m       | 6,69  |
| 2008    | Igrzyska olimpijskie                     | Pekin      | 5. H    | bieg na 100 m      | 10,49 |
| 2008    | Igrzyska olimpijskie                     | Pekin      | DSQ H   | sztafeta 4 × 100 m | N/A   |
| 2009    | Halowe mistrzostwa Europy                | Turyn      | srebro  | bieg na 60 m       | 6,56  |
| 2009    | Mistrzostwa świata wojskowych            | Sofia      | DSQ     | bieg na 100 m      | N/A   |
| 2009    | Drużynowe mistrzostwa Europy (Superliga) | Leiria     | złoto   | sztafeta 4 × 100 m | 38,77 |
| 2009    | Igrzyska śródziemnomorskie               | Pescara    | brąz    | bieg na 100 m      | 10,23 |
| 2009    | Igrzyska śródziemnomorskie               | Pescara    | złoto   | sztafeta 4 × 100 m | 38,82 |
| 2009    | Mistrzostwa świata                       | Berlin     | 7. QF   | bieg na 100 m      | 10,37 |
| 2009    | Mistrzostwa świata                       | Berlin     | 6.      | sztafeta 4 × 100 m | 38,54 |
| 2010    | Mistrzostwa Europy                       | Barcelona  | 4. SF   | bieg na 100 m      | 10,33 |
| 2011    | Drużynowe mistrzostwa Europy (Superliga) | Sztokholm  | DSQ     | sztafeta 4 × 100 m | N/A   |
| 2011    | Mistrzostwa świata                       | Daegu      | 5.      | sztafeta 4 × 100 m | 38,96 |
| 2012    | Mistrzostwa Europy                       | Helsinki   | 6. SF   | bieg na 100 m      | 10,50 |
| 2012    | Mistrzostwa Europy                       | Helsinki   | DNF H   | sztafeta 4 × 100 m | N/A   |
| 2012    | Igrzyska olimpijskie                     | Londyn     | 7. H    | sztafeta 4 × 100 m | 38,58 |
| 2014    | Halowe mistrzostwa świata                | Sopot      | 7. SF   | bieg na 60 m       | 6,71  |
| 2014    | Mistrzostwa Europy                       | Zurych     | 5. SF   | bieg na 100 m      | 10,36 |
| 2014    | Mistrzostwa Europy                       | Zurych     | DNF     | sztafeta 4 × 100 m | N/A   |
| 2015    | Halowe mistrzostwa Europy                | Praga      | 6. SF   | bieg na 100 m      | 6,67  |
| 2015    | Światowe wojskowe igrzyska sportowe      | Mungyeong  | 5. H    | bieg na 100 m      | 10,92 |
| 2015    | Światowe wojskowe igrzyska sportowe      | Mungyeong  | 4.      | sztafeta 4 × 100 m | 39,64 |
| Źródło: |                                          |            |         |                    |       |

Sześć razy w karierze został mistrzem Włoch, w latach 2008-2015, w tym raz został złotym medalistą halowego czempionatu (w 2014 roku).

## Rekordy życiowe
- bieg na 100 m – 10,13 (19 lipca 2008, Cagliari)
- bieg na 200 m – 21,26 (4 czerwca 2006, Florencja)
- sztafeta 4 × 100 m – 38,41 (4 września 2011, Daegu)

Halowe
- bieg na 60 m – 6,55 (22 lutego 2009, Turyn)

Źródło: 